# Pauline Beugnies
Pour les articles homonymes, voir Beugnies (homonymie).
Pauline Beugnies, née en 1982 à Charleroi (Belgique), est une journaliste, photographe et cinéaste. Comme photo journaliste, elle collabore avec Le Monde, Libération, Télérama, L’Express, Elle Belgique, De Morgen ou encore The New York Times.

## Biographie
Pauline Beugnies fait des études de journalisme à l'Institut des hautes études des communications sociales à Bruxelles puis le photojournalisme à Aarhus (Danemark).
En 2005, elle cofonde avec Colin Delfosse et Thomas Freteur le collectif « Out of Focus » qui s'intéresse aux photographies hors champs.
Alors qu'elle est en Égypte depuis trois ans, elle assiste aux prémices de la Révolution égyptienne de 2011 au Caire qui va devenir le point central de ses reportages. Elle doit quitter le pays en 2013 car les conditions de travail deviennent trop difficiles.
Son web-documentaire de 2012 intitulé Sout el Shabab, la voix des jeunes, est tourné en collaboration avec France Culture et parle des premiers manifestants de 2011. Elle crée ensuite son premier long métrage Rester vivant qui l'évoque en 2017. L'année suivante, elle expose au BPS22 de Charleroi une série de photos qui dénoncent le contexte actuel de répression et de propagande nationaliste en Égypte.
En 2016, elle signe son premier ouvrage Génération Tahrir, oublié aux éditions du Bec en l'air avec Ahmed Nagy et l'artiste urbain Ammar Abo Bakr qui rassemble ses reportages faits en Égypte depuis la Révolution de 2011.
En 2020, Pauline signe sa première œuvre de fiction Shams, une histoire d'amour qui se passe au Caire, en Egypte.
En 2021, elle réalise le documentaire Shift qui retrace le parcours d'un ex-coursier Jean-Bernard Robillard de Deliveroo  qui voit son statut de salarié supprimé pour devenir freelance et montre l'asymétrie de pouvoir qu'instaurent ces plateformes vis-à-vis des personnes travaillant pour elles et le documentaire Petites racontant l'affaire Dutroux à travers des personnes anonymes qui étaient enfants lors des faits

## Distinctions
- 2011 : Bourse du Fond pour le journalisme belge pour son travail sur la jeunesse égyptienne[11]

- 2012 : Nikon Press Photo Award pour son travail sur « Battir, l'intifada verte »[12]
- 2016 : Prix Camille Lepage[13]

## Publication
- avec Ahmed Nagy (ill. Ammar Abo Bakr), Génération Tahrir, Marseille, Le Bec en l'Air, 2016, 168 p. (ISBN 978-2-36744-090-3)